# Борец тангутский
Боре́ц тангу́тский (лат. Aconitum tanguticum) — вид небольших травянистых растений рода Борец семейства Лютиковые (Ranunculaceae).

## Ботаническое описание
Многолетнее травянистое растение 10—30 см высотой.  Листья простые, сердцевидные в основании, по краям зубчатые.  Соцветие — кисть. Цветки тёмно-фиолетовые. Околоцветник зигоморфный. Плод — сухая листовка. Растение ядовито.

## Ареал
В России встречается в Бурятии. Является эндемиком Тункинских Гольцов. За рубежом произрастает в Тибете.
Обитает в субальпийском поясе, где встречается на луговых склонах.

## Охранный статус
Вид, находящийся под угрозой исчезновения. Занесён в Красные книги России и Бурятии. Вымирает в связи с изменением стабильности условий существования.

## Таксономия
Первоначально растение было описано в 1899 году как разновидность аконита круглолистного.
Синонимы
- Aconitum iochanicum var. robustum F.H.Chen & Y.Liu
- Aconitum qinghaiense Kadota
- Aconitum rotundifolium var. tanguticum Maxim.basionym
- Aconitum wolongense W.T.Wang